# 矢崎和彦
矢崎 和彦（やざき かずひこ、1955年7月10日 - ）は、日本の実業家。フェリシモ代表取締役社長。元神戸経済同友会代表幹事。ベスト・ファーザー賞 in 関西、神戸市産業功労者賞、毎日経済人賞受賞。

## 人物・経歴
大阪市で5人兄弟の末っ子として生まれる。1974年関西大倉高校、1978年学習院大学経済学部経営学科卒業。同年父が創業したハイセンス（現のちのフェリシモ）に入社し、事業本部長に就任。1980年同社取締役。1986年同社取締役副社長。1987年同社代表取締役社長。
2005年神戸大学大学院経営学研究科修了、経営学修士（専門職）。2007年神戸経済同友会代表幹事。2010年毎日経済人賞受賞。2012年神戸市産業功労者賞受賞。2017年度ベスト・プラウド・ファーザー賞 in 関西受賞。2021年フェリシモ財団の初代理事長に就任。
日本通信販売協会常任理事、企業メセナ協議会評議員、神戸市デザインアドバイザリーボード、神戸商工会議所デザイン都市推進委員会委員長、日本マーケティング学会理事、神戸大学経済経営研究所非常勤講師、ソーシャルビジネスネットワーク常任顧問、中内学園アドバイザリーコミッティー等も歴任。

## 著書
- 『ともにしあわせになるしあわせ : フェリシモで生まれた暮らしと世の中を変える仕事』英治出版 2013年
- 『ビジョナリー・マーケティング : Think Differentな会社たち』（栗木契, 岩田弘三と共編著）碩学舎 2013年